# Каліна Надія Федорівна
Надія Федорівна Каліна  (нар. 12 грудня 1957, Мелітополь, Запорізька область) — докторка психологічних наук, професорка, колишня завідувачка кафедри глибинної психології та психотерапії Таврійського національного університету ім. В. І. Вернадського. Після аннексії Криму очолює кафедру глибинної психології і психотерапії діючого в окупації «Кримського федерального університету» Російської Федерації.

## Біографія
У 1985 році закінчила Мелітопольський педагогічний інститут, де й працювала певний час, а саме у 1987–90 роках. У 1988 році здобула наукове звання доцент кафедри педагогіки та психології.
У 2001-2014 роках працювала у Таврійському університеті професором глибинної психології та психотерапії. У 2001 році захистила докторську дисертацію на тему: «Лінгвістична психотерапія».
З 2014 року очолює кафедру глибинної психології і психотерапії діючого в окупованому Російською Федерацією Криму «Кримського федерального університету».

## Наукова діяльність
Досліджує проблеми класичного і структурного психоаналізу, психологію особистості, лінгвістичну психотерапію. Запропонувала концепцію семіотичних структур у психотерапії. У монографії «Основы психотерапии. Семиотика в психотерапии» 1997 року вперше описала семіотичні механізми психотерапевтичної діяльності.
Є автором понад 50 публікацій, серед яких — статті, монографії, навчальні посібники та підручники. Основні теми публікацій: глибинна психологія та психотерапія, психолінгвістика, постмодерністські рефлексії несвідомого. Стала науковим керівником більше ніж 30 кандидатів та докторів наук у різних галузях психології.

## Монографії та підручники
- Основи юнгіанського аналізу сновидінь. — К., «Ваклер», 1996. — 304 с.
- Каліна, Н. Ф. Основи психотерапії : семіотика у психотерапії :  [рос.]. — К. : Ваклер, 1997. — 272 с. — (Актуальна психологія). — ISBN 966-543-012-2.
- Лінгвістична психотерапія. — К., «Ваклер», 1999. — 282 с.
- Лики ментальності і поле політики. — К., Агропромвідав України, 1999. — 184 с. (У співавт.).
- Основи психоаналізу. — К., «Рефл-бук-Ваклер», 2001. — 352 с.
- Психотерапія (підручник для вузів з грифом МОНУ). — До.: Академвидав України, 2007. — 390 с.
- Психологія особистості (підручник для вузів). — М.: Академічний проект, 2015. — 310 с.
- Психотерапія (підручник для вузів) .- М.: Академічний проект, 2015. — 372 с.